# لورنزو کولومبو
لورنزو کولومبو (ایتالیایی: Lorenzo Colombo؛ زادهٔ ۸ مارس ۲۰۰۲) بازیکن فوتبال اهل ایتالیا است که به صورت قرضی برای باشگاه مونتزا بازی می‌کند.

## تیم ملی
کولومبو در تیم‌های ملی فوتبال پایه ایتالیا بازی کرده‌است. او در ۲۰ بازی که برای تیم ملی زیر ۱۷ سال ایتالیا انجام داده، ۶ گل به‌ثمر رسانده و در حال حاضر یکی از اعضای تیم ملی زیر ۱۹ سال ایتالیا است.

## آمار و ارقام
تا تاریخ ۶ ژانویه ۲۰۲۱
| باشگاه          | فصل             | لیگ             | لیگ  | لیگ | جام حذفی | جام حذفی | اروپا | اروپا | سایر | سایر | کل   | کل | منابع |
| باشگاه          | فصل             | دسته            | بازی | گل  | بازی     | گل       | بازی  | گل    | بازی | گل   | بازی | گل | منابع |
| --------------- | --------------- | --------------- | ---- | --- | -------- | -------- | ----- | ----- | ---- | ---- | ---- | -- | ----- |
| میلان           | ۲۰–۲۰۱۹         | سری آ           | ۱    | ۰   | ۱        | ۰        | ۰     | ۰     | —    | —    | ۲    | ۰  | [ ۵ ] |
| میلان           | ۲۱–۲۰۲۰         | سری آ           | ۴    | ۰   | ۰        | ۰        | ۵     | ۱     | —    | —    | ۹    | ۱  | [ ۶ ] |
| کرمونزه         | ۲۱–۲۰۲۰         | سری بی          | ۱۳   | ۱   | ۰        | ۰        | ۰     | ۰     | —    | —    | ۰    | ۰  | [ ۶ ] |
| کل دوران حرفه‌ای | کل دوران حرفه‌ای | کل دوران حرفه‌ای | ۱۸   | ۱   | ۱        | ۰        | ۵     | ۱     | ۰    | ۰    | ۱۱   | ۱  | [ ۷ ] |